# Freddy Arana Velarde
Freddy Arana Velarde es un arquitecto y político peruano. Fue alcalde provincial de Huancayo entre el 2007 y 2010. 
Entre 1977 y 1983 realizó sus estudios de arquitectura en la Universidad Nacional del Centro del Perú. Entre 1994 y 1996 cursó la maestría en Planificación y Gestión del Desarrollo Urbano y Regional en la Universidad Nacional de Ingeniería y entre 1993 y 1994 el doctorado en Medio Ambiente y Desarrollo Sostenible en la Universidad Nacional Federico Villarreal. Desde 1989 es catedrático en la Universidad Nacional del Centro del Perú y el 2014 fue catedrático extraordinario en la Pontificia Universidad Católica del Perú.
Participó en las elecciones del 2002 como candidato a regidor provincial por el Partido Democrático Somos Perú sin obtener la representación. Entre el 2003 y el 2005 fue director Regional de Vivienda, Construcción y Saneamiento del Gobierno Regional de Junín. En las elecciones del 2006 se presentó como candidato a alcalde provincial de Huancayo para el periodo 2007-2010 por el partido "Junín Sostenible con su Gente" logrando el primer lugar con el 16.888% de los votos.
El 22 de junio de 2010, el Quinto Juzgado Penal de Huancayo de la Corte Superior de Justicia de Junín condenó a Arana Velarde por la comisión del delito contra la ecología en la modalidad de incumplimiento de las normas sanitarias y del medio ambiente en agravio del Estado y la Municipalidad Distrital de El Tambo, imponiendole la pena de tres años de privación de la libertad, suspendida en su ejecución por el plazo de dos años, e inhabilitación por el término de tres años. Ante ello, el 16 de agosto del 2010, el Jurado Nacional de Elecciones dispuso dejar sin efecto la credencial de alcalde de Arana por el tiempo que se encuentre inhabilitado cuando faltaban sólo 4 meses para el fin de su gestión. Fue sucedido por el teniente alcalde Jorge Antonio Rodríguez Silva.